# Aldo Carpi
Aldo Carpi de' Resmini (Milano, 6 ottobre 1886 – Milano, 27 marzo 1973) è stato un pittore e scultore italiano.

## Biografia
Aldo Carpi nasce a Milano il 6 ottobre 1886, quinto di sette figli, da Amilcare Carpi, un medico condotto, e da Giuseppina de' Resmini. Suo nonno paterno era ebreo, e si era convertito al cristianesimo.
A dodici anni è spettatore e partecipe dei moti operai del 1898, degli arresti e delle repressioni di Bava Beccaris.
Il padre ha molti pazienti nel mondo degli artisti e per questo motivo Aldo, nel 1903, comincia a frequentare lo studio del pittore Stefano Bersani, mediatore di influenze impressioniste.
Entra all'Accademia di belle arti di Brera nel 1906 dove è allievo di Cesare Tallone e di Achille Cattaneo. È compagno di corso di Funi, Gola e Carrà. Collabora con disegni alla rivista Vita d'Arte.
La personalità dell'artista si forma a pari passo con il suo “essere religioso”. Importante, tra il 1911 e il 1913, è l'esperienza a Crevenna, presso Erba, accanto a don Brizio Casciola, che aveva allestito una “casa per bimbi difficili e giovani problematici” ovvero una colonia agricola organizzata per ospitare un gruppo di bambini e giovani orfani del terremoto calabro siciliano, insieme a situazioni giovanili bisognose d'aiuto e assistenza.
Nel 1912 esordisce alle mostre di Brera e della Società per le Belle Arti ed Esposizione Permanente; nel 1914 è alla Biennale di Venezia, manifestazione a cui parteciperà quasi ininterrottamente (tranne le edizioni del 1940 e del 1950).
Arruolato nel 1915 nell'esercito italiano durante la prima guerra mondiale, sposa nel 1917 Maria Arpesani dalla quale ha sei figli: Fiorenzo, Giuseppe detto Pinin, Giovanna, Eugenio detto Cioni, Paolo e Piero.
Nel 1918 gli viene assegnata la Medaglia d'oro del Ministero della Pubblica Istruzione per i disegni sulla ritirata serba e, imbarcato sull'incrociatore San Marco, prende parte all'azione su Durazzo e agli sbarchi a Pola e a Fiume. Congedato, nel 1919 riprende la sua attività di pittore.
Negli anni venti fa parte, anche se in modo distaccato, del gruppo di Novecento.

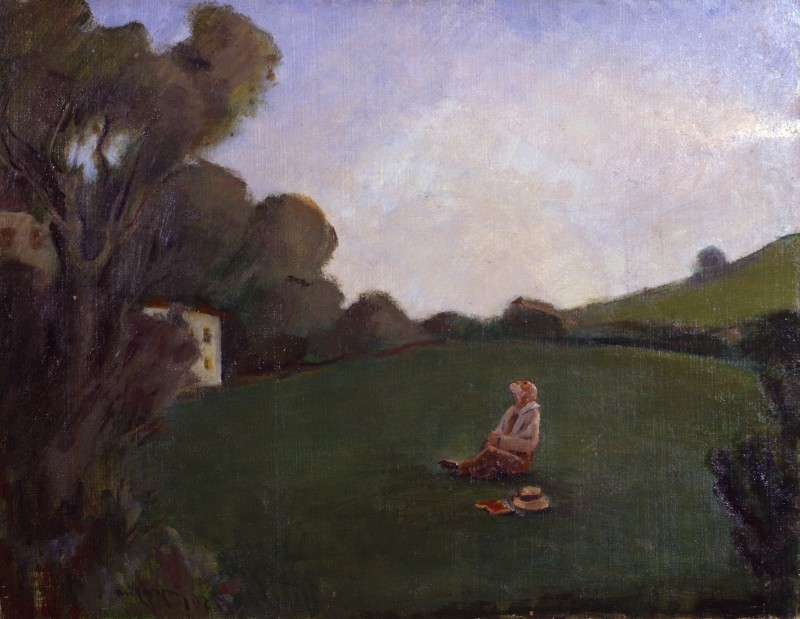
Guardando in alto (1925), Collezioni d'arte della Fondazione Cariplo

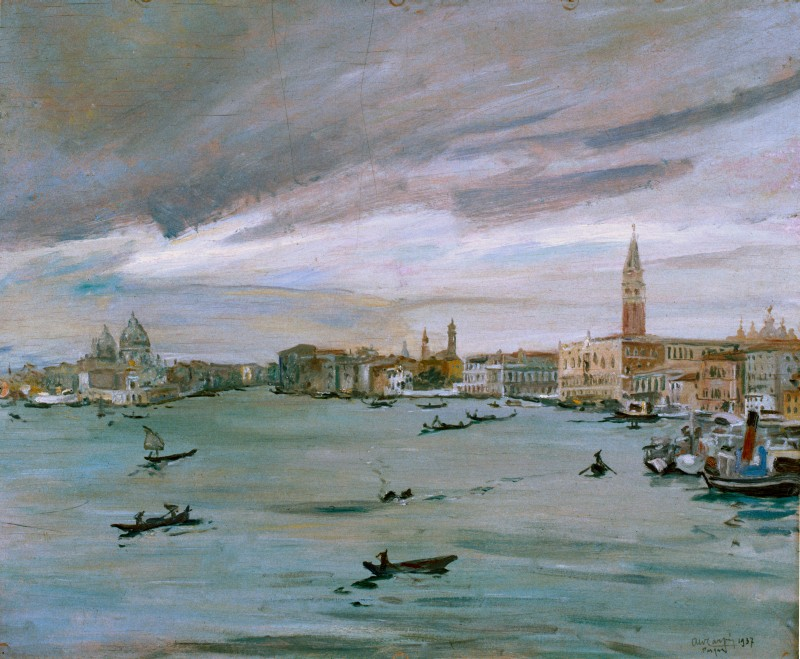
Il bacino di San Marco a Venezia, (1937), Collezioni d'arte della Fondazione Cariplo

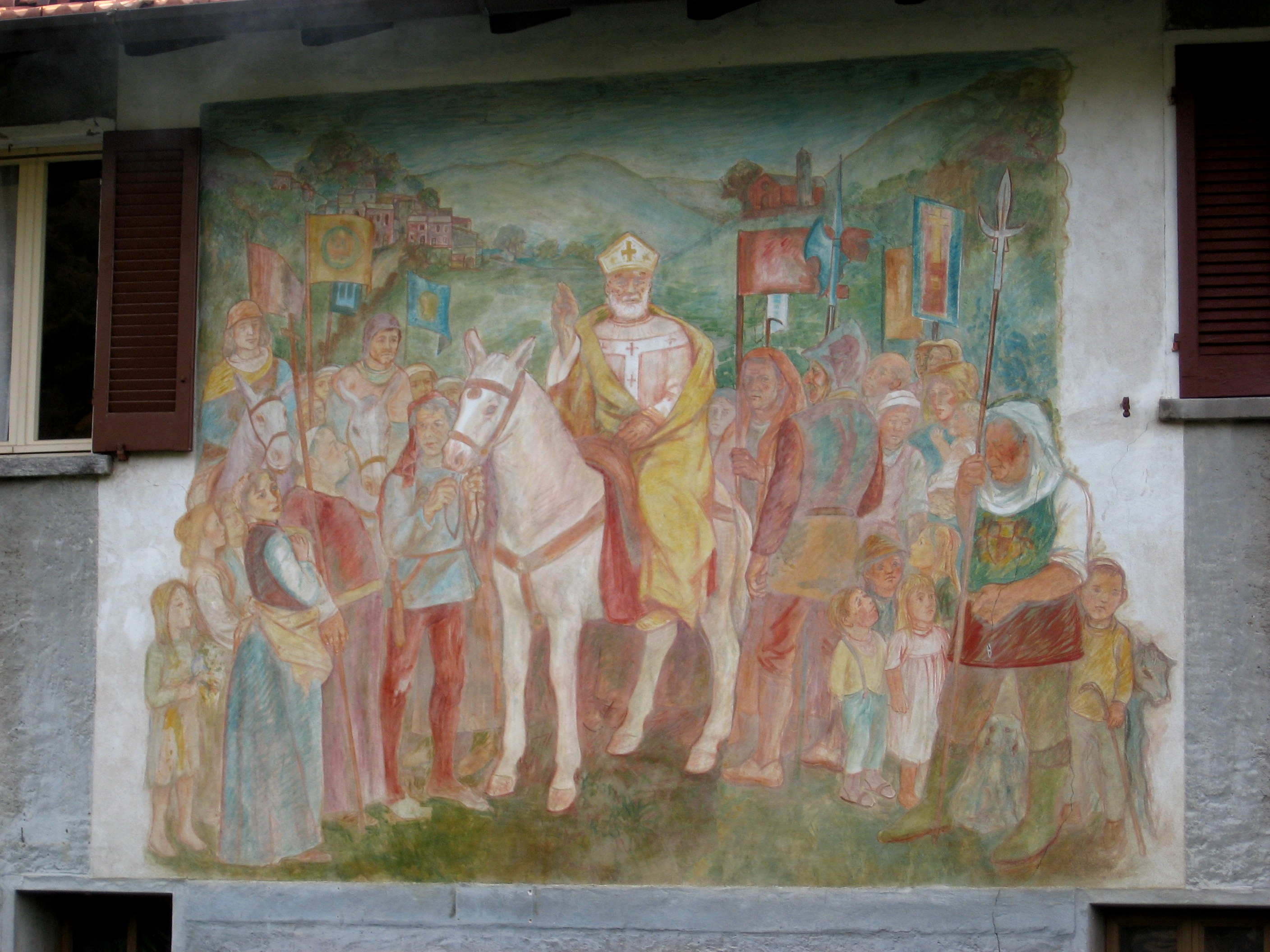
Sant'Ambrogio benedice Arcumeggia

Nel 1925 vince il Premio Principe Umberto e tra il 1928 e il 1930 esegue le vetrate per la basilica di San Simpliciano a Milano.
Nel 1930 vince il concorso per la cattedra di pittura all'Accademia di Brera, dove subentra all'Alciati e vi insegna fino al 1958.
Con lui lavoreranno quattro generazioni di artisti, dagli artisti di Corrente (Ennio Morlotti, Bruno Cassinari, Arnaldo Badodi, Italo Valenti, Aligi Sassu), al gruppo del “realismo esistenziale” degli ultimi anni cinquanta (Bepi Romagnoni, Mino Ceretti, Tino Vaglieri, Giuseppe Guerreschi, Giuseppe Banchieri). Sono suoi allievi anche Giuseppe Bolzani, Emanuele Cavalli, Roberto Crippa, Otto Dobrazanski, Gianni Dova, Ibrahim Kodra, Trento Longaretti, Piero Maccaferri, Stefano Magnani, Cesare Peverelli, Liberio Reggiani, Dimitri Plescan, Alberto Salvioni, Pino Spinelli e numerosi altri. Carpi è docente particolarmente amato dagli allievi, a ciascuno dei quali lascia piena libertà di scelta espressiva.
Nel 1934 inizia a dedicarsi alle vetrate per il Duomo di Milano (lavoro che tuttavia porterà a compimento solo dopo la fine della seconda guerra mondiale). Nel 1937 guadagna la medaglia d'oro all'Esposizione Universale di Parigi.
Nel gennaio 1944, un collega delatore rivela ai fascisti le origini ebraiche del pittore. Essi informano dunque le SS e Carpi viene arrestato e deportato a Mauthausen e poi a Gusen I: riesce a documentare la vita e la morte nel campo di concentramento con numerosi schizzi e con un personale diario.
Rientrato in Italia nel 1945 viene acclamato direttore dell'Accademia di Brera.
Nel 1946 realizza il complesso di affreschi nella chiesa di Santa Maria del Suffragio a Milano.
Nel 1947 fonda l'istituzione nominata "Opus Laus Mariae Braidensis", finalizzata al sostegno economico di studenti artisti e modelli di Brera.
Nel 1948 viene nominato accademico dell'Accademia nazionale di San Luca di Roma e membro del Consiglio Superiore per le Belle Arti.
Nel 1949 diviene accademico nazionale dell'insigne Accademia nazionale Luigi Cherubini di Firenze.
Tra il 1953 e il 1954 si colloca la realizzazione delle vetrate per la cappella di Santa Teresa di Villa Clerici a Niguarda.
Gli viene assegnato il “premio Fila” nel 1955 e si tiene una sua importante personale al Circolo della Stampa di Milano.
Il comune di Milano nel 1956 gli conferisce la medaglia d'oro di cittadino benemerito. In occasione dei 50 anni di Carpi a Brera, viene allestita una mostra del ciclo dei Carabinieri. Festeggia questa ricorrenza insieme ad Achille Funi.
Nel 1958 l'Accademia per le Belle Arti di Brera gli assegna la medaglia d'oro per benemerenze di insegnamento. Carpi è costretto a lasciare l'Accademia per limiti di età nonostante i tentativi di prolungare la permanenza, come dimostrano alcuni documenti nell'archivio dell'artista.
Del 1964 è il viaggio in Terra santa che l'artista effettua a seguito del pontefice Paolo VI. nello stesso anno è allestita una mostra personale dell'artista presso la Galleria L'Approdo di Torino.
Tra il 1968 e il 1969 prepara e realizza sei grandi mosaici destinati alla Basilica dell'Annunciazione di Nazareth, per celebrare la visita in Terra santa di papa Paolo VI.
Nel 1971 Garzanti pubblica, a venticinque anni di distanza dai fatti narrati nel testo, il Diario di Gusen, che in meno di un anno raggiunge la quarta edizione.
Nel 1972 i disegni di Gusen vengono esposti alla Galleria Gian Ferrari di Milano e poi alla San Vitale di Bologna. Il Comune di Milano gli conferisce la medaglia d'oro per meriti culturali e gli dedica una mostra antologica alla Rotonda della Besana, a cura di Mario De Micheli. Muore la moglie Maria.
Nella primavera del 1973, il 27 marzo, all'età di 86 anni, Aldo Carpi muore a Milano, nella sua abitazione. I suoi resti sono stati traslati nel Civico Mausoleo Garbin, ex edicola privata nel Cimitero Monumentale di Milano, dedicata agli artisti.
Dopo la morte la sua opera è stata oggetto di mostre tra le quali occorre ricordare la mostra "Aldo Carpi. Arte, vita, Resistenza" del 2015

## Musei
Una sua opera è conservata al Museo Cantonale d'Arte a Lugano., circa 150 disegni del periodo della prigionia fanno parte della collezione del museo civico Castello dei Pio a Carpi (MO), altre opere sono conservate nei seguenti musei: Museo del paesaggio di Verbania, Museo del Risorgimento e Museo nazionale della scienza e della tecnologia Leonardo da Vinci a Milano, MAGA Museo arte Gallarate; sue opere sono inoltre presenti nelle Collezioni d'arte della Fondazione Cariplo a Milano, nel Museo Baroffio e del Sacro Monte di Varese, presso la fondazione Museo dello Shoah a Roma, nella Collezione d'Arte Contemporanea dei Musei Vaticani, nella raccolta d'arte dell'Ospedale Maggiore di Milano, al Civico Museo d'Arte Moderna e Contemporanea del Castello di Masnago, al museo del CSAC (centro studi archivio e comunicazione) di Parma, nella collezione della Società per le Belle Arti ed Esposizione Permanente di Milano e nella Galleria di arte Contemporanea della Pro Civitate Christiana di Assisi

## Mostre
- "Mostre d'arte in risaia", città di Mortara, 1936 e 1938, a cura di Carlo Ercole Accetti
- "Aldo Carpi. Arte, vita, Resistenza", Sala Napoleonica dell’Accademia di Brera Milano, 2015 a cura di Maurizio Guerri

## Opere letterarie
- Diario di Gusen, a cura di Pinin Carpi, introduzione, di Mario De Micheli, Garzanti, 1971
- Diario di Gusen, a cura di Pinin Carpi, introduzione e note di Ada Tommasi, Collana scolastica, Garzanti, 1973
- Diario di Gusen a cura di Pinin Carpi, introduzione di Corrado Stajano, Einaudi, Torino 2008 ISBN 978-88-06-17721-8